# 埃尔南多·西莱斯
埃尔南多·西莱斯·雷耶斯（西班牙語：Hernando Siles Reyes；1882年8月5日—1942年11月23日）是玻利维亚政治人物，也是玻利维亚第31任总统，在1930年军事政变中被迫下台。

## 生平
埃尔南多·西莱斯·雷耶斯在1882年8月5日出生于玻利维亚的苏克雷。在1920年，西莱斯首次当选玻利维亚制宪议会。在鲍蒂斯塔·萨维德拉总统时期，他被萨维德拉视做接班人。在1926年选举中，他被公认为是当时最有魅力的玻利维亚政治人物之一，尤其是当他与霸气十足的前总统鲍蒂斯塔·萨维德拉公开竞选，并将他与他的兄弟一起流放时。
1926年，西莱斯创建了国民党。西莱斯执政期间，由于过多的贷款等因素导致玻利维亚经济极端困难。他选择听从美国经济学家埃德温·开摩尔的建议。他创立了玻利维亚中央银行，并制定了货币法。在这段时间，玻利维亚与邻国巴拉圭在查科地区冲突加剧。
在西莱斯执政期间，发生了恰延塔土著人起义，这次起义遍布波托西、丘基萨卡、奥鲁罗和拉巴斯等多个地方，其规模越来越大。与往常一样，起义的原因是庄园主们对庄园员工的虐待。1929年，西莱斯血腥镇压了在波托西的游行，被称为“波托西大屠杀”。
在1930年西莱斯政府遭遇军事政变，卡洛斯·布兰科上台，西莱斯被迫下台，并逃亡秘鲁。1942年，西莱斯在利马去世。